# Genicanthus melanospilos
Genicanthus melanospilos är en fiskart som först beskrevs av Bleeker, 1857.  Genicanthus melanospilos ingår i släktet Genicanthus och familjen Pomacanthidae. IUCN kategoriserar arten globalt som livskraftig. Inga underarter finns listade i Catalogue of Life.